# Niskie Wielkie
Niskie Wielkie – wieś sołecka w Polsce, położona w województwie mazowieckim, w powiecie przasnyskim, w gminie Chorzele.
| SIMC    | Nazwa | Rodzaj     |
| ------- | ----- | ---------- |
| 0507609 | Bobry | przysiółek |

W latach 1975–1998 wieś administracyjnie należała do województwa ostrołęckiego.
Znajdują się tu głębokie doły wypełnione wodą, na których spotyka się dzikie ptactwo wodne. Są to glinianki po wybranej glinie. W Niskich znajduje się unikalna wychodnia iłów (z innej epoki geologicznej) z pliocenu. Cegły są tu wyrabiane z gliny liczącej kilkanaście milionów lat.